# Georg von Békésy

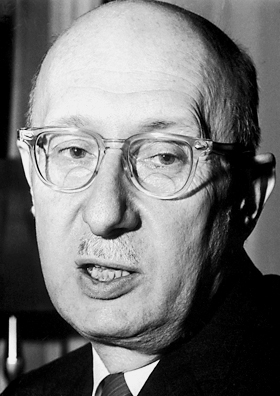
Georg von Békésy (1961)

Georg von Békésy oder György von Békésy (* 3. Juni 1899 in Budapest als Békésy György; † 13. Juni 1972 in Honolulu, Hawaii) war ein ungarisch-US-amerikanischer Biophysiker, Physiologe und aufgrund seiner Beiträge zur Gehörphysiologie Nobelpreisträger für Medizin.

## Leben
Békésy schuf eine Hörtheorie, die die damals neuen Erkenntnisse über den anatomischen Aufbau des Innenohres berücksichtigte und damit die Helmholtz’sche Vorstellung der schwingenden Hörsaiten (Resonanzhypothese) ablöste. Stattdessen postulierte von Békésy die so genannte Wanderwellentheorie, die heute allerdings als nicht mehr ausreichend angesehen werden muss (siehe englischen Artikel) und inzwischen durch eine neue Theorie ergänzt wurde, die einen zellulären Verstärker (cochleärer Verstärker) vorsieht.
Von Békésy wirkte von 1923 bis 1946 als Physiker in Budapest, arbeitete in Laboratorien von Siemens und Halske in Berlin und wurde 1940 zum Professor an der Universität Budapest berufen. Nach dem Zweiten Weltkrieg zog er zunächst nach Schweden und ab 1947 arbeitete er in den USA, zunächst an der Harvard University, wo er ab 1949 Senior Research Fellow war, und ab 1966 als Professor an der Universität von Hawaii.
1947 stellte Békésy ein Audiometer zur Differenzialdiagnose von Schallempfindungsstörungen vor. 1954 wurde er in die American Academy of Arts and Sciences gewählt, 1956 in die National Academy of Sciences.
1961 bekam er den Nobelpreis für Medizin für seine bahnbrechenden Arbeiten zur Theorie des menschlichen Gehörs („for his discoveries of the physical mechanism of stimulation within the cochlea“, für seine Entdeckungen der physikalischen Mechanismen der Stimulation in der Cochlea).
Georg von Békésy war ab 1962 Mitglied der Deutschen Akademie der Naturforscher Leopoldina. Einen 1971 geplanten Vortrag konnte er aus gesundheitlichen Gründen nicht mehr halten.
1979 wurde ein Mondkrater Von Békésy nach ihm benannt.

## Veröffentlichungen (Auswahl)
- Concerning the pleasures of observing, and the mechnics of the inner ear, Stockholm, 1962
- Experiments in hearing, New York, McGraw-Hill, 1960
- Sensory inhibition, Princeton, New York : Princeton University Press, 1967, ISBN 0-691-08612-5
- The ear, San Francisco, Calif. : W.H. Freeman, 1957